# Strawn
Strawn – wieś w Stanach Zjednoczonych, w stanie Illinois, w hrabstwie Livingston.